# 레고: 클러치 파워의 모험
《레고: 클러치 파워의 모험》(영어: Lego: The Adventures of Clutch Powers)는 2010년 2월 23일 미국 유니버설 픽처스가 제작한 애니메이션 영화이다.